# Lasiplexia hampsoni
Lasiplexia hampsoni är en fjärilsart som beskrevs av Charles Boursin 1943. Lasiplexia hampsoni ingår i släktet Lasiplexia och familjen nattflyn. Inga underarter finns listade i Catalogue of Life.